# Аккуафондата
Аккуафондата (итал. Acquafondata) — коммуна в Италии, располагается в области Лацио, в провинции Фрозиноне.
Население коммуны, на 01.01.2024 года, составляет 258 человек, плотность населения ─ 9,98 чел./км². Коммуна занимает площадь 26 км².
Почтовый индекс — 03040. Телефонный код — 0776.
Покровителем коммуны почитается святой Иоанн Креститель, празднование 29 августа.

## Демография
Динамика населения: